# Rudolf Katz
Rudolf Katz (23. november 1895 i Falkenburg, Pommern – 23. juli 1961 i Baden-Baden) var en tysk jurist og politiker (SPD). Han var fra 1947 til 1950 justitsminister og fra 1948 til 1949 også uddannelsesminister i Slesvig-Holsten. Fra 1951 var han dommer ved den tyske Forfatningsdomstol, og domstolens vicepræsident.

## Liv
Katz var jødisk og gik på reformgymnasiet i Kiel. Han studerede jura fra 1913 til 1919, afbrudt af værnepligt under 1. verdenskrig, og tog efter krigen den juridiske doktorgrad. Fra 1924 til 1933 arbejdede han som advokat og fra 1929 også som notar i Hamburg-Altona. Fra 1929 til 1933 var han medlem af bystyret i Altona, og var 1932-1933 også talsmand for bystyret. Han meldte sig ud af den jødiske menighed i 1930, fordi han som socialist blev overbevist ateist. Under det nationalsocialistiske styre levede han i eksil, først i Frankrig og så i Kina. Fra 1935 opholdt han sig i USA, hvor han underviste ved Columbia University og var redaktør for den tysksprogede socialdemokratiske avis Neuer Volkszeitung. Han var også sekretær for German Labor Delegation in USA, det tyske socialdemokratiske partis eksilrepræsentation, og direktør for Rand School of Social Science og chef for tidsskriftet The New Leader. I juli 1946 rejste han tilbage til Tyskland, og begyndte at engagere sig i socialdemokratisk politik der.
1. ↑  Navnet er anført på bokmål og stammer fra Wikidata hvor navnet endnu ikke findes på dansk.